# Projet de décor pour un dessus-de-porte
Projet de décor pour un dessus-de-porte est un tableau réalisé par le peintre italien Giambattista Tiepolo vers 1762. De format vertical, cette huile sur toile est une vue d'intérieur qui représente une ouverture surmontée d'un dessus-de-porte ovale qu'encadrent les statuettes de deux putti tenant chacun une corne d'abondance, l'une et l'autre paraissant orientées au bénéfice de ceux qui - juste en-dessous - franchiront cette porte.
Il s'agit d'une esquisse sans doute exécutée en préparation d'un décor pour la salle du trône du palais royal de Madrid, à Madrid, en Espagne. Classée trésor national par un arrêté du 4 novembre 2005, l'œuvre est conservée depuis 2006 au musée du Louvre, à Paris, en France.